# Клементс, Саша
Саша Клементс (англ. Sasha Clements, род. 13 марта 1990, Торонто, Онтарио, Канада) — канадская телевизионная актриса, наиболее известная по роли Эммы в телесериале «Жизнь с парнями».

## Личная жизнь
С июль 2016 года Клементс состоит в фактическом браке с актёром Корбин Блю (род. 1989), с которым она помолвлена с января 2011 года.

## Фильмография
| Год       |    | Русское название              | Оригинальное название         | Роль                 |
| --------- | -- | ----------------------------- | ----------------------------- | -------------------- |
| 2005      | тф | —                             | The Snow Queen                | маленькая разбойница |
| 2009—2011 | с  | —                             | Majority Rules!               | Кики Кинкейд         |
| 2010      | с  | —                             | What’s Up Warthogs!           | главная чирлидерша   |
| 2011      | с  | Копы-новобранцы               | Rookie Blue                   | прохожая             |
| 2011      | с  | —                             | Really Me                     | Рамона               |
| 2012      | с  | Зов крови                     | Lost Girl                     | Сара                 |
| 2012      | с  | Жизнь с парнями               | Life with Boys                | Эмма                 |
| 2013      | с  | —                             | Mudpit                        | Никки                |
| 2014      | тф | Как создать идеального парня  | How to Build a Better Boy     | Марни                |
| 2015      | с  | Открытое сердце               | Open Heart                    | Рейна Шерази         |
| 2015      | ф  | Деграсси: Следующее поколение | Degrassi: The Next Generation | Кэт                  |
| 2015      | тф | —                             | Degrassi: Don’t Look Back     | Кэт                  |
| 2017      | тф | Из отличницы в порнозвезду    | From Straight A’s to XXX      | Джоли                |
| 2019      | ф  | Проклятый лес                 | Witches in the Woods          | Элисон               |
| 2021      | тф | Любовь по-настоящему          | Love, for Real                | Кэндис               |
| 2021      | тф | —                             | A Christmas Dance Reunion     | н/д                  |